# Éditions Blanche
Les Éditions Blanche sont une maison d'édition française spécialisée dans la littérature érotique, dont le siège social est situé dans le 17e arrondissement, à Paris. Elles publient également quelques essais politiques. La direction éditoriale est assurée par Franck Spengler, fils de Régine Deforges.

## Description
Spécialisées dans la littérature érotique et principalement dans les romancières érotiques, les éditions Blanche ont notamment publié les œuvres de Florence Dugas, Vanessa Duriès, Élizabeth Herrgott, Melanie Müller, Sophie Cadalen, Cléa Carmin, Marie Godard, Anne Bert, Emma Cavalier, Françoise Simpère, Françoise Rey, Michèle Larue, Maïna Lecherbonnier.
Elles ont édité quelques ouvrages polémiques, tels que les œuvres d'Alain Soral, le livre de François Devoucoux du Buysson, Les Khmers roses : Essai sur l'idéologie homosexuelle, le livre d'Érik Rémès, Serial Fucker, journal d’un barebacker, ou encore le livre L'autre visage d'Israël d'Israël Shamir, en coédition avec les éditions Balland dont le PDG, Denis Bourgeois, a décidé de retirer l'ouvrage de la vente après, a priori, avoir subi des intimidations[réf. nécessaire].
En 2004, en écho à la publication du polémique Plateforme de Michel Houellebecq, les éditions Blanche publient Pattaya beach (Franck Poupart) sur le thème du tourisme sexuel.
Le 11 avril 2003, quelques militants de l'association de lutte contre le sida Act Up-Paris ont saccagé les locaux des éditions Blanche et blessé une assistante, afin de protester contre la publication des livres d'Alain Soral et d'Erik Rémès.
Le procès a eu lieu le 17 avril 2007 à la 10e chambre correctionnelle du Tribunal de Paris où de sévères peines à l'encontre d'Act Up ont été requises par le Procureur de la République. Le délibéré, rendu le 10 mai 2007, a condamné le « zap des éditions Blanche » : « 5 000 euros d’amende pour Act Up-Paris, 1 000 euros pour chacune des deux militantes condamnées et 2 000 euros de dommages et intérêts au directeur des éditions Blanche ».

## Auteurs publiés
- Agathe Catherine
- Régine Deforges
- Éric Naulleau
- Erik Rémès
- Alain Soral
- Anne Bert
- Sophie Cadalen
- Emma Cavalier
- Marie Godard
- Nicolas Marssac
- Guillaume Perrotte
- Françoise Simpère
- Pam Godwin
- Fleur Hana
- R.K Lilley
- Jean-Pierre Andrevon
- Una Chi
- Vanessa Duriès
- Julia Palombe
- Jacques Serguine
- Jean-Paul Brighelli